# ميضأة السلطان

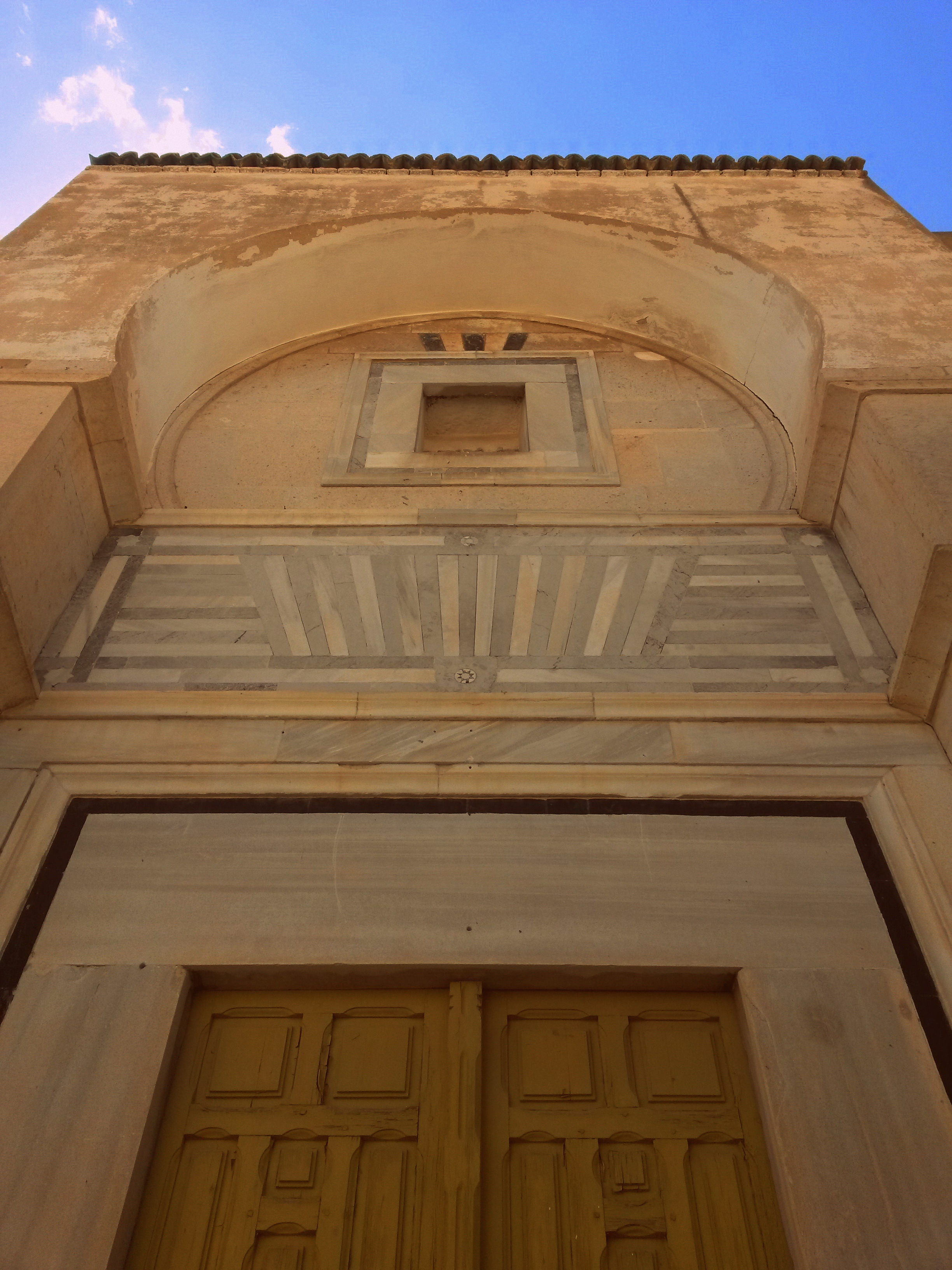
مدخل ميضأة السُلطان

ميضأة السُلطان نصبٌ تذكاري في مدينة تونس يقعُ في سوق العطارين، بالقرب من المدرسة الخلدونية. كان المبنى يُستخدم للوضوء قبلَ الصلاة.

## التاريخ
شَيَّد المبنى السُلطان الحفصي أبو عمرو عثمان بين عامي 1448 و1450 ميلاديَّة.